# Ekimae Real Estate Stadium
Das Ekimae Real Estate Stadium (jap. 駅前不動産スタジアム, Ekimae Fudōsan Sutajiamu) früher Tosu Stadium (鳥栖スタジアム, Tosu Sutajiamu) ist ein Fußballstadion in der japanischen Stadt Tosu, Präfektur Saga. Die 1996 eröffnete Anlage ist gegenwärtig die Spielstätte des Fußballvereins Sagan Tosu aus der J1 League und bietet auf seinen vier steilen Tribünen mit einem Neigungswinkel von bis zu 40° den Zuschauern 24.130 Plätze. Es wird aber auch für Rugbyspiele oder kulturelle Veranstaltungen genutzt.

## Geschichte
Das frühere Tosu Stadium wurde in nächster Nähe zum Bahnhof Tosu von 1994 bis 1996 erbaut. Die Gleise verlaufen direkt hinter der Haupttribüne. Am 16. Juni 1996 fand vor 20.686 Zuschauern das erste Fußballspiel mit der Partie der Tosu Futures gegen den Honda FC statt. Im Jahr darauf wurden die Futures wegen großer finanzieller Schwierigkeiten aufgelöst, Sagan Tosu gegründet und sind seitdem der neuen Nutzer des Stadions. Die Baukosten beliefen sich auf 6,7 Milliarden Yen (heute 53,7 Mio. Euro). Die beiden Längstribünen sind, entgegen der Hintertorränge, überdacht. Die Tribünen wie die Überdachungen werden von Stahlstützen auf der Fassadenseite getragen, so sind es 35 Träger an der Haupttribüne.
Die Form der Spielstätte wurde dem eingeschränkten Platzangebot des Grundstücks angepasst. Während der Hauptrang auf der vollen Länge des Spielfeldes verläuft, mussten die Ecken der Gegentribüne ausgespart werden, da im Osten die Tosu Gas Co., Ltd. liegt und im Süden eine Straße verläuft. Die Unterränge der Hintertortribünen sind mit Stehplätze ausgestattet. Das Spielfeld aus Naturrasen besitzt eine Bewässerungsanlage sowie ein Drainage-System zur Entwässerung. Im Jahr 2006 wurde das Stadion renoviert. Dabei wurde u. a. in der Südecke eine große Videowand installiert. Ein Jahr später erwarb das japanische Lebensmittelhersteller Best Amenity Co., Ltd. die Namensrechte am Stadion. Der Vertrag wurde 2010 verlängert. 2013 wurde die Spielstätte renoviert, um die neuesten Anforderungen der J1 League zu erfüllen.
Während des Kirin Cup 2000 fand am 14. Juni im Stadion von Tosu die Partie Slowakei gegen Bolivien (2:0) statt. Das Spiel lockte 8.023 Zuschauer in das Fußballstadion. In Vorbereitung auf die Fußball-Weltmeisterschaft 2002 gab es am 24. Mai 2002 vor 17.062 Besuchern ein Freundschaftsspiel zwischen Sagan Tosu und der kamerunischen Fußballnationalmannschaft (0:1). 2009 war das Stadion Austragungsort der sechs Spiele der Gruppe D der Rugby-Junioren-Weltmeisterschaft. In der Qualifikation zum olympischen Fußballturnier 2012 traf in Tosu die japanische U-23-Mannschaft am 21. September 2011 auf die U-23 von Malaysia (2:0). Am letzten Spieltag der J. League Division 2 2011 traf Sagan Tosu auf Roasso Kumamoto. Mit einem 2:2-Unentschieden konnten die Hausherren vor der Kulisse von 22.532 Zuschauern den Aufstieg in die J. League Division 1 2012 feiern. Die japanische Fußballnationalmannschaft der Frauen traf am 20. Juni während des Kirin Challenge Cup 2013 in Tosu auf die Mannschaft aus Neuseeland (1:1).
Das Stadion war in seiner Geschichte bisher noch nicht bis zum letzten Platz ausverkauft. Die höchste Zuschauerzahl versammelte sich am 23. Juli in der J. League Division 1 2014 zum Spiel Sagan Tosu gegen Kawasaki Frontale. Die Partie des 16. Spieltages endete vor 23.277 Zuschauern mit einer 0:1-Niederlage von Sagan. Am 25. Dezember 2015 wurde der Vertrag über den Sponsornamen für 30 Mio. ¥ (rund 240.000 €) um ein weiteres Jahr von Januar bis Dezember 2016 verlängert. Zuvor gab das Unternehmen an, den Kontrakt nicht verlängern zu wollen. Bis zum Januar 2019 trug das Stadion den Namen Best Amenity Stadium. Am 1. Februar des Jahres wurde die Ekimae Real Estate Holdings Co., Ltd.; eine Immobiliengesellschaft aus Kurume, neuer Namensgeber der Anlage. Der Name lautet Ekimae Real Estate Stadium (kurz: Ekisuta). Der Vertrag hat eine Laufzeit von drei Jahren und das Unternehmen zahlt dafür 92 Mio. Yen.

## Galerie

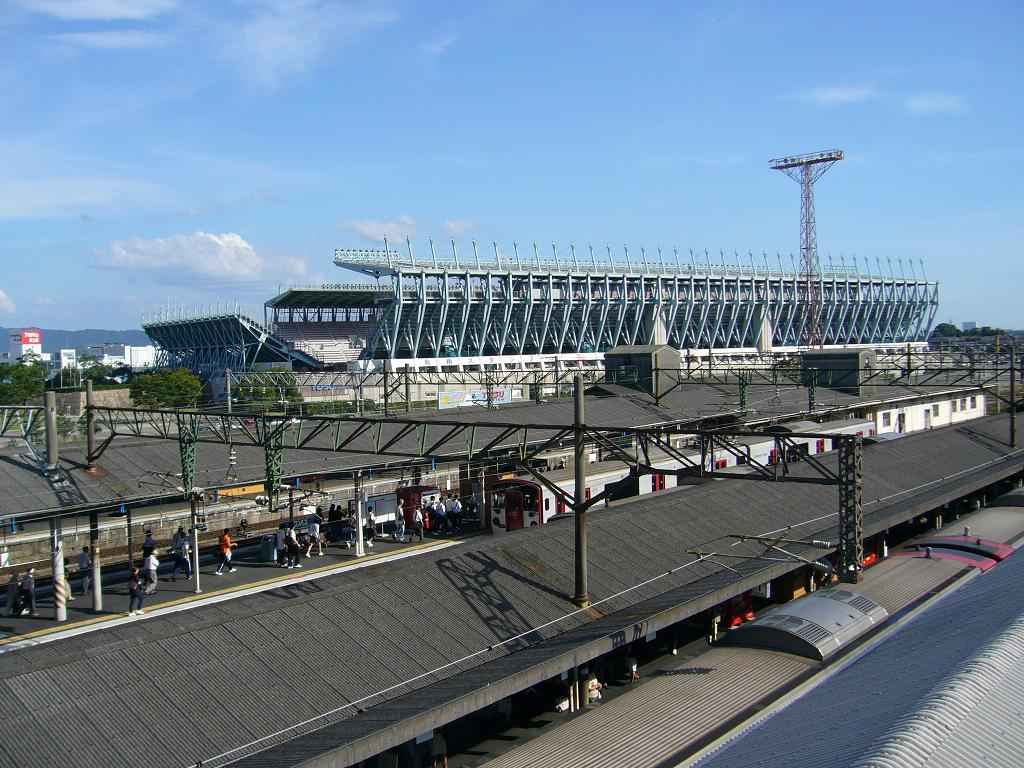
Im Vordergrund die Bahnsteige des Bahnhofs Tosu, an dem sich die Kagoshima- und die Nagasaki-Hauptlinie der JR Kyushu kreuzen, dahinter das Fußballstadion (August 2007)
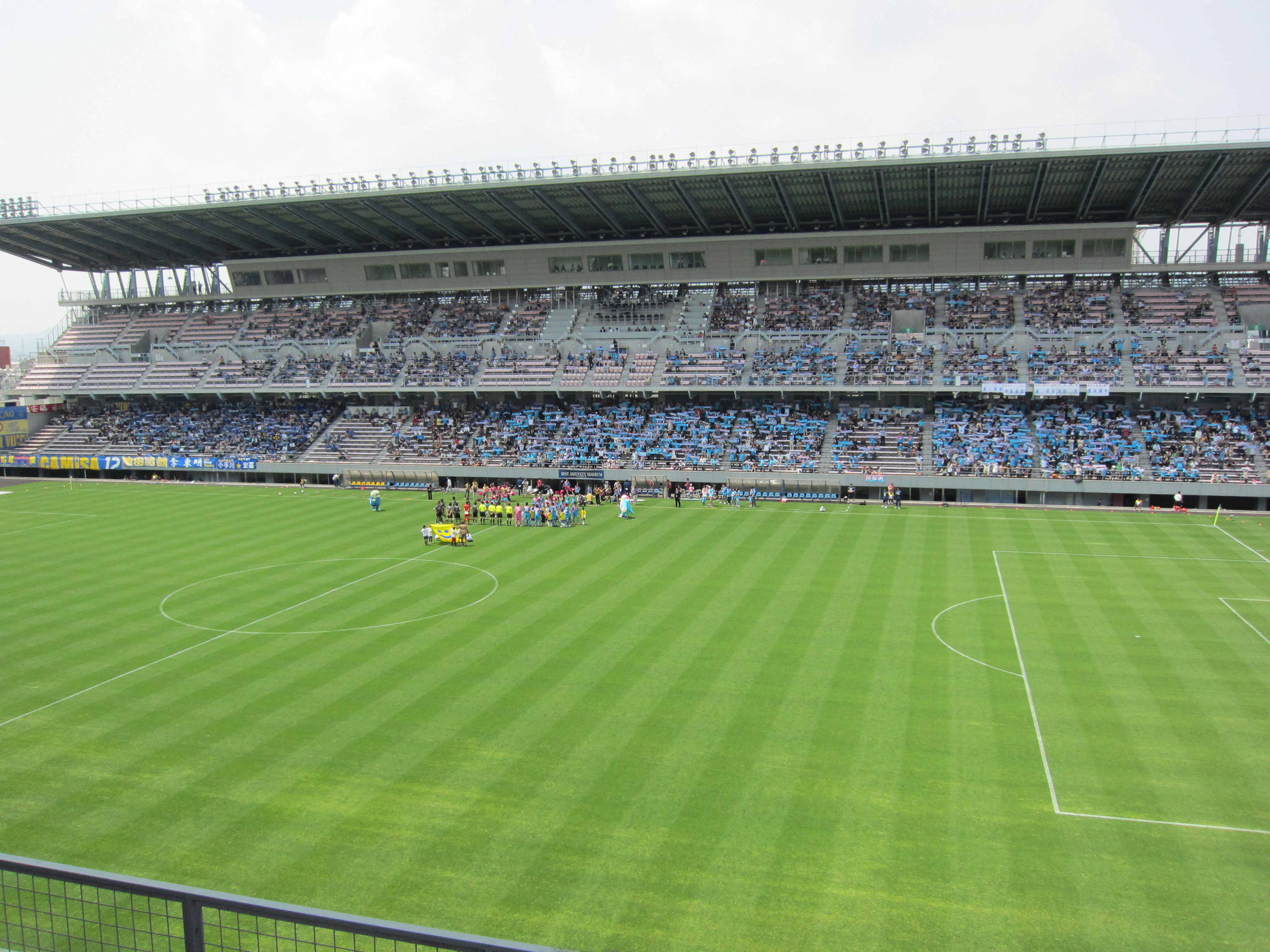
Die Haupttribüne (Mai 2011)
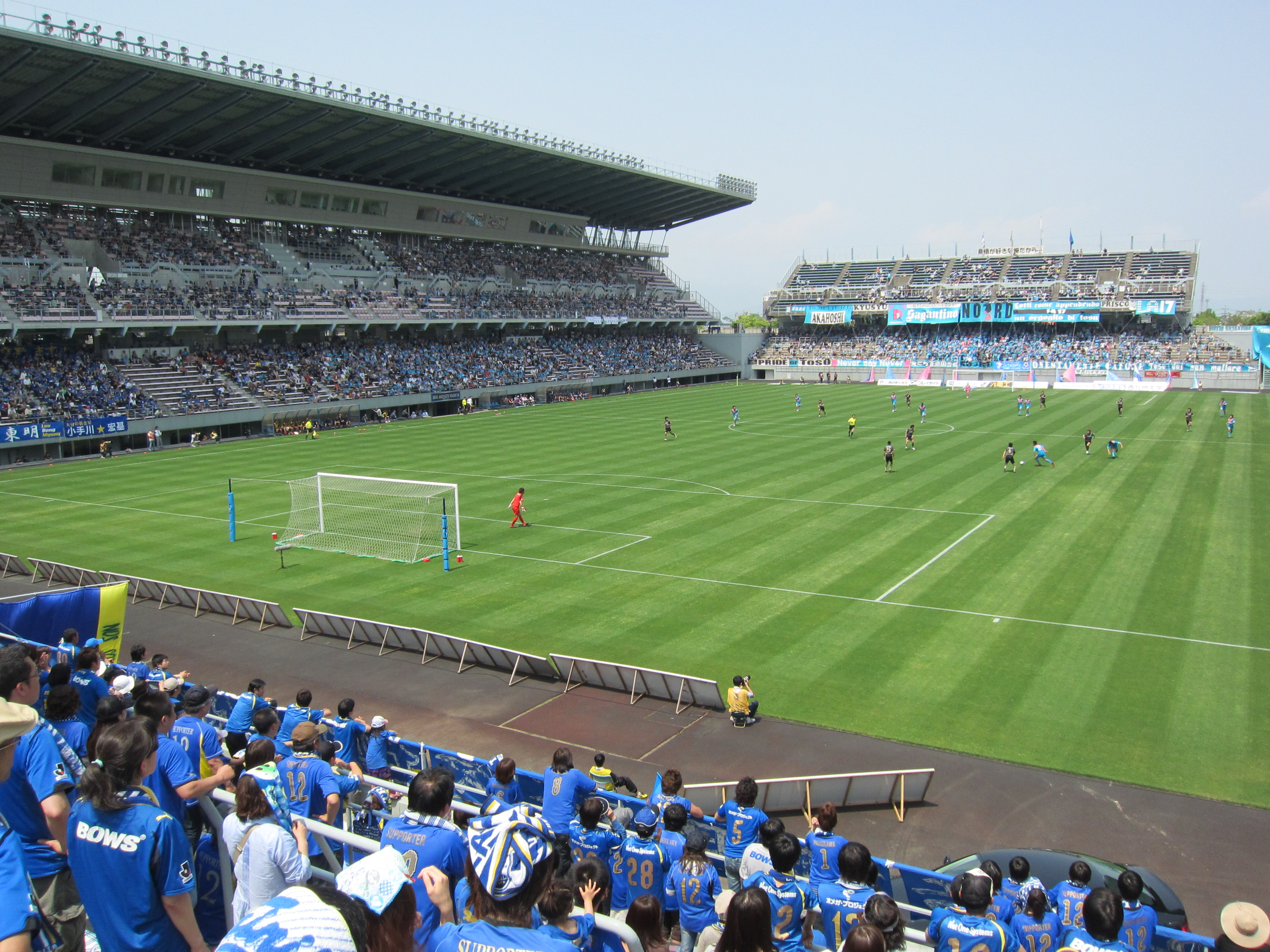
Blick in das Stadion (Mai 2011)
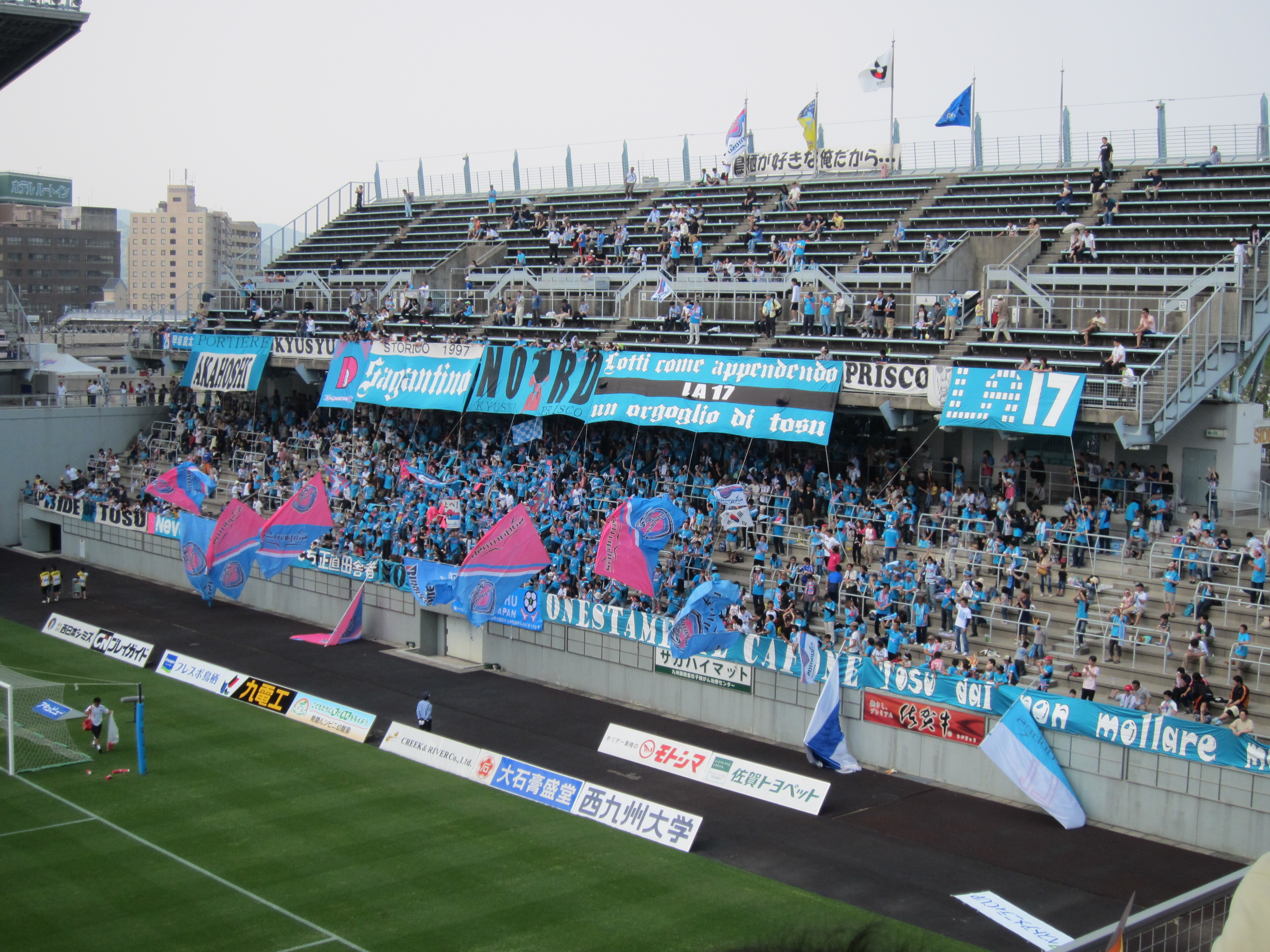
Die Fans von Sagan Tosu auf der Südtribüne (Dezember 2011)
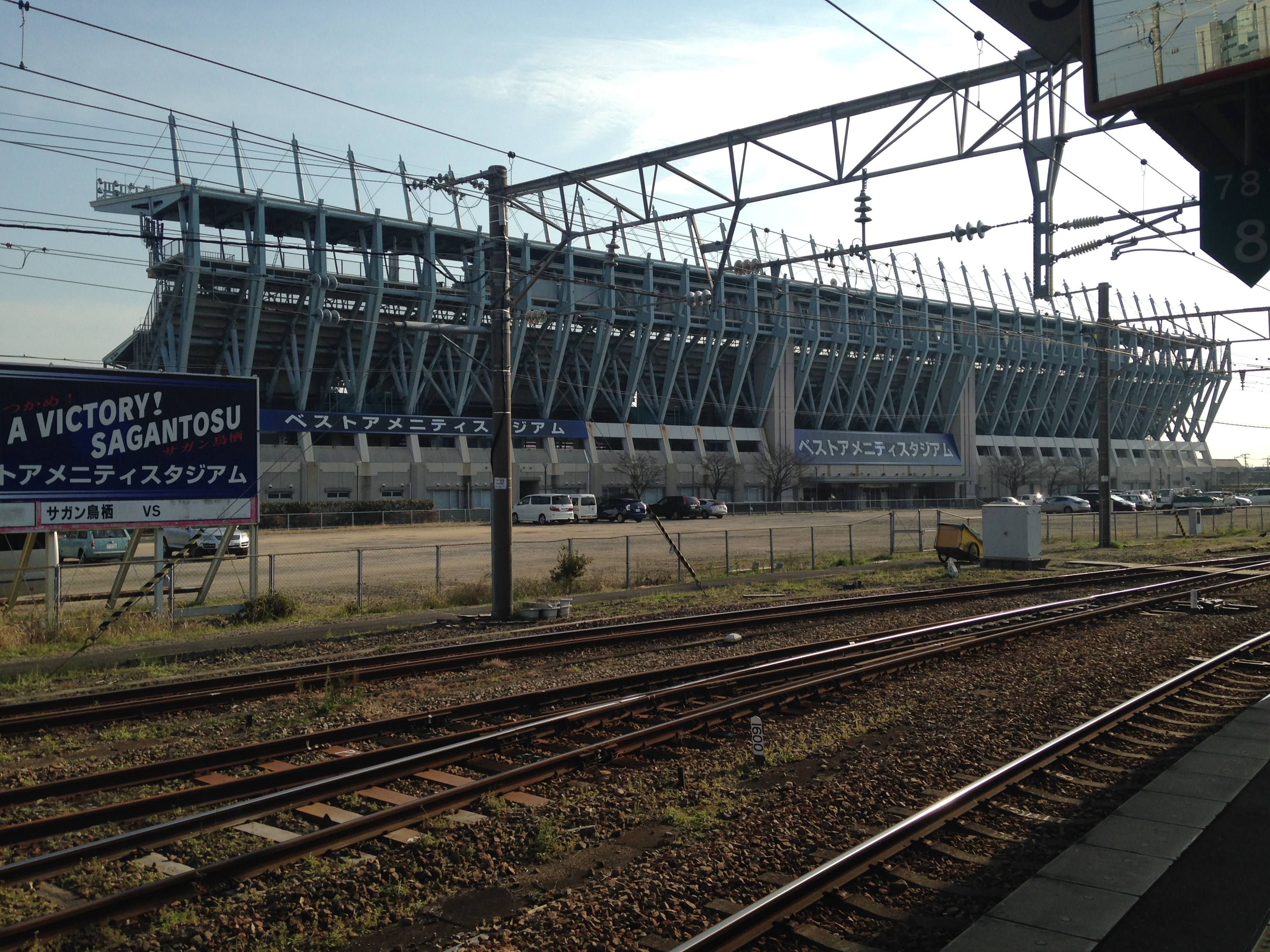
Das Stadion vom Bahnhof Tosu aus fotografiert (Januar 2016)